# Liste der Landwirtschaftsminister von Thüringen
Dieser Artikel enthält eine Liste der Landwirtschaftsminister von Thüringen.

## Landwirtschaftsminister Thüringen (seit 1945)
| Name                                                         | Amtsantritt                                                                   | Kabinett                                         | Partei                                           |
| Regierungsdirektor für Land- und Forstwirtschaft             | Regierungsdirektor für Land- und Forstwirtschaft                              | Regierungsdirektor für Land- und Forstwirtschaft | Regierungsdirektor für Land- und Forstwirtschaft |
| ------------------------------------------------------------ | ----------------------------------------------------------------------------- | ------------------------------------------------ | ------------------------------------------------ |
| Alphons Gaertner (kommissarisch)                             | 9. Juni 1945                                                                  | Brill                                            | DP                                               |
| Max Kolter                                                   | 21. Juni 1945                                                                 | Brill                                            | Zentrum                                          |
| Landesdirektor für Land- und Forstwirtschaft                 |                                                                               |                                                  |                                                  |
| Max Kolter                                                   | 16. Juli 1945                                                                 | Paul I                                           | CDU                                              |
| Hans Lukaschek                                               | 27. November 1945                                                             | Paul I                                           | CDU                                              |
| Minister für Versorgung                                      |                                                                               |                                                  |                                                  |
| Georg Grosse                                                 | 4. Dezember 1946 9. Oktober 1947                                              | Paul II Eggerath I                               | CDU                                              |
| Heinrich Gillessen                                           | 14. Februar 1948                                                              | Eggerath I                                       | CDU                                              |
| Minister für Land- und Forstwirtschaft                       |                                                                               |                                                  |                                                  |
| Herbert Wetzstein                                            | 24. Februar 1950                                                              | Eggerath I                                       | LDP                                              |
| Wilhelm Schröder                                             | 25. November 1950                                                             | Eggerath II                                      | DBD                                              |
| Von 1952 bis 1990 existierte kein Land Thüringen             |                                                                               |                                                  |                                                  |
| Minister für Landwirtschaft und Forsten                      |                                                                               |                                                  |                                                  |
| Volker Sklenar                                               | 8. November 1990 5. Februar 1992                                              | Kabinett Duchač Vogel I                          | CDU                                              |
| Minister für Landwirtschaft, Naturschutz und Umwelt          |                                                                               |                                                  |                                                  |
| Volker Sklenar                                               | 30. November 1994 1. Oktober 1999 21. November 2002 5. Juni 2003 8. Juli 2004 | Vogel II Vogel III Althaus I Althaus II          | CDU                                              |
| Minister für Landwirtschaft, Forsten, Umwelt und Naturschutz |                                                                               |                                                  |                                                  |
| Jürgen Reinholz                                              | 4. November 2009                                                              | Lieberknecht                                     | CDU                                              |
| Minister für Infrastruktur und Landwirtschaft                |                                                                               |                                                  |                                                  |
| Birgit Pommer                                                | 5. Dezember 2014                                                              | Ramelow I                                        | Die Linke                                        |
| Benjamin-Immanuel Hoff kommissarisch                         | 26. November 2019                                                             | Ramelow I                                        | Die Linke                                        |
| Klaus Sühl kommissarisch                                     | 5. Februar 2020                                                               | Kemmerich                                        | Die Linke                                        |
| Benjamin-Immanuel Hoff kommissarisch                         | 4. März 2020                                                                  | Ramelow II                                       | Die Linke                                        |
| Susanna Karawanskij                                          | 9. September 2021                                                             | Ramelow II                                       | Die Linke                                        |
| Minister für Wirtschaft, Landwirtschaft und Ländlichen Raum  |                                                                               |                                                  |                                                  |
| Colette Boos-John                                            | 13. Dezember 2024                                                             | Voigt                                            | CDU                                              |